# Heteroclinus puellarum
Heteroclinus puellarum är en fiskart som först beskrevs av Scott, 1955.  Heteroclinus puellarum ingår i släktet Heteroclinus och familjen Clinidae. Inga underarter finns listade i Catalogue of Life.